# Kepezbeleni, Akseki
Kepezbeleni là một xã thuộc huyện Akseki, tỉnh Antalya, Thổ Nhĩ Kỳ. Dân số thời điểm năm 2011 là 91 người.